# Meziomorphum echinatum
Meziomorphum echinatum is een keversoort uit de familie klopkevers (Ptinidae). De wetenschappelijke naam van de soort werd in 1886 gepubliceerd door Louis Albert Péringuey.